# 太陽光発電の資源量
太陽光発電の資源量（たいようこうはつでんのしげんりょう）では、太陽光発電に関する事柄のうち、資源量について述べる。

## 概要
地表面に到達する太陽光のエネルギーは人類のエネルギー消費量に比べて桁違いに大きく、砂漠などの陸地のごく一部に太陽光発電設備（もしくは太陽熱発電設備）を設置するだけで全世界のエネルギー需要量を上回るエネルギーが得られるとされる。また太陽電池の製造に必要なシリコンなどの資源も人類の全エネルギー需要を供給するに足りるだけの量があり、事実上無限とされる。
一般的に、太陽光発電は設置に必要な条件が少ないため、潜在的に設置できる量は多い。太陽光発電は電力の消費地に直接設置するのが効率がよい設置方法とされる。太陽光を十分に受けることができ、設置場所がその重量に耐えることができる場所であれば様々な建造物に設置が可能である。日本においても、必要量を置く場所は十分にあるとされる。

## 太陽エネルギーから見た資源量

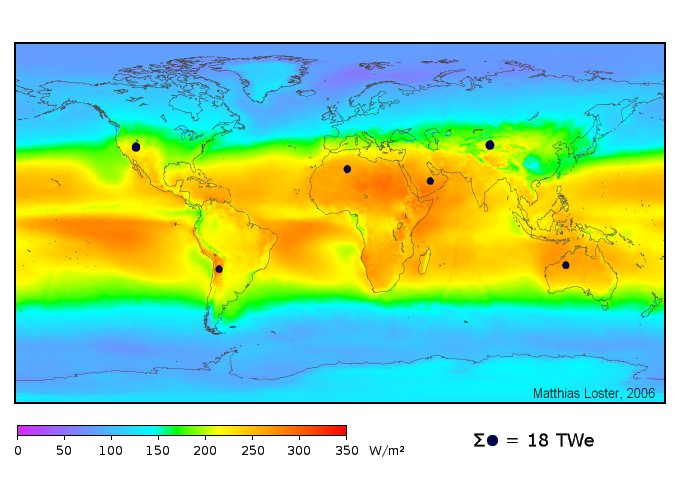
地球上の太陽光エネルギー資源量の分布（1991-1993年の平均、昼夜の変化や天候の影響含む）。黒点は、変換効率を8%と仮定して世界の主要エネルギー源を太陽光で十分賄うために必要な面積を表す。（英語版"Solar energy"より）

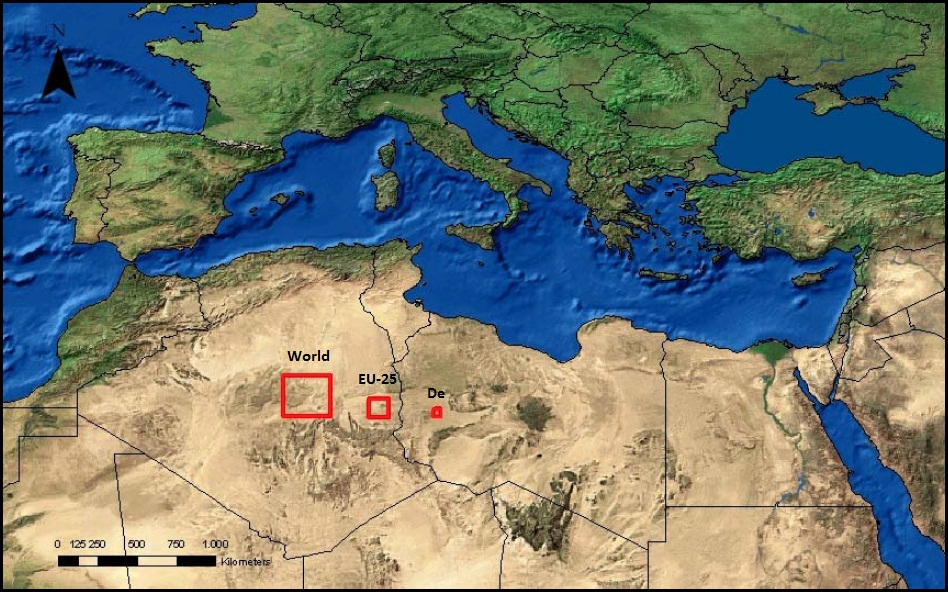
ドイツ、EU25カ国および全世界の需要と等しい電力を太陽エネルギーで発電するのに必要な面積

太陽光のエネルギーは薄く広く分布するが、地球全体では膨大な量となる。太陽から地球全体に照射されている光エネルギーは、ワット数にして約180PW（P=ペタ=10の15乗）である。そのうち、地上で実際に利用可能な量は約1PWといわれる。これは現在の人類のエネルギー消費量の約50倍である。また、仮にゴビ砂漠に太陽電池を敷き詰めると、全人類のエネルギー需要量に匹敵する発電量が得られるという。設置場所における年間の日射量は緯度や気候によって異なる。日本では約1200kWh/m2である。欧州では中部で約1000kWh/m2、南部で約1700kWh/m2である。また赤道付近の国々では最大約2600kWh/m2に達する。

## 原料から見た資源量
太陽光発電システムの生産に必要な原料も基本的に豊富であり、少なくとも2050年頃までに予測される需要は十分に満たせるとされる。シリコンを用いる太陽電池では、資源量は事実上無限とされる。またシリコンを用いない太陽電池についてはインジウムなどの資源が将来的に制約になる可能性があるが、技術的に使用量を節約することで2050年以降も利用可能ではないかと見られている。
太陽電池は、種類により下記のような原料をその半導体層（pn接合部分周辺）に用いる。
- 結晶シリコン太陽電池…シリコン（結晶シリコン）
- 薄膜シリコン太陽電池…シリコン（シランガス）
- CIS系太陽電池…銅、インジウム、ガリウム、セレン、硫黄など
- CdTe太陽電池…カドミウム、テルル
- III-V族太陽電池…ガリウム、砒素、リン、ゲルマニウムなど
- 色素増感太陽電池、有機薄膜太陽電池…有機色素、チタンなど

このほか、電極に銀やインジウムを用いる場合がある。
現在の市場の主流は結晶シリコン太陽電池である。シリコン（ケイ素）の主要原料である二酸化ケイ素（シリカ）の資源量は事実上無限であり、全世界の需要を今後も長期に亘って満たせる資源量がある。工業用の高純度のものも世界中に広く分布する。このため少なくとも現在見通せる範囲では、結晶シリコン太陽電池や薄膜シリコン太陽電池では資源的な心配は無いとされる。
一方、インジウム、ガリウム、セレン、テルル、ゲルマニウムなどはシリコンほど潤沢でなく、現在の技術水準のままだとすればそれぞれ対応する太陽電池は2050年までに何らかの資源的制約を受ける可能性がある。しかしそれまでの技術の進展によって原料の増産や節約、他の材料による代替も期待できるため、2050年までだけでなく、それ以降も十分に需要を満たせるのではないかと推測されている。
太陽電池用シリコン原料の供給は2008年までは逼迫して価格も高止まりしていたが、各社の増産が追いつくことで2009年からは価格の低下が予測されている。
結晶シリコン太陽電池の生産には微細シリコン半導体デバイスほどの原料純度（11N〜）は必要なく、7N程度で足りる。太陽電池専用のソーラーグレードシリコン（SOG-Si）原料の増産の動きが活発であり、今後は高純度シリコン市場の大部分を占めるようになると予測されている。ソーラーグレード専用の生産技術も様々なものが実用化されており、精製に必要なエネルギーやコストも大幅に削減されると見られている。（詳しくはソーラーグレードシリコンを参照。）

## 設置可能な場所

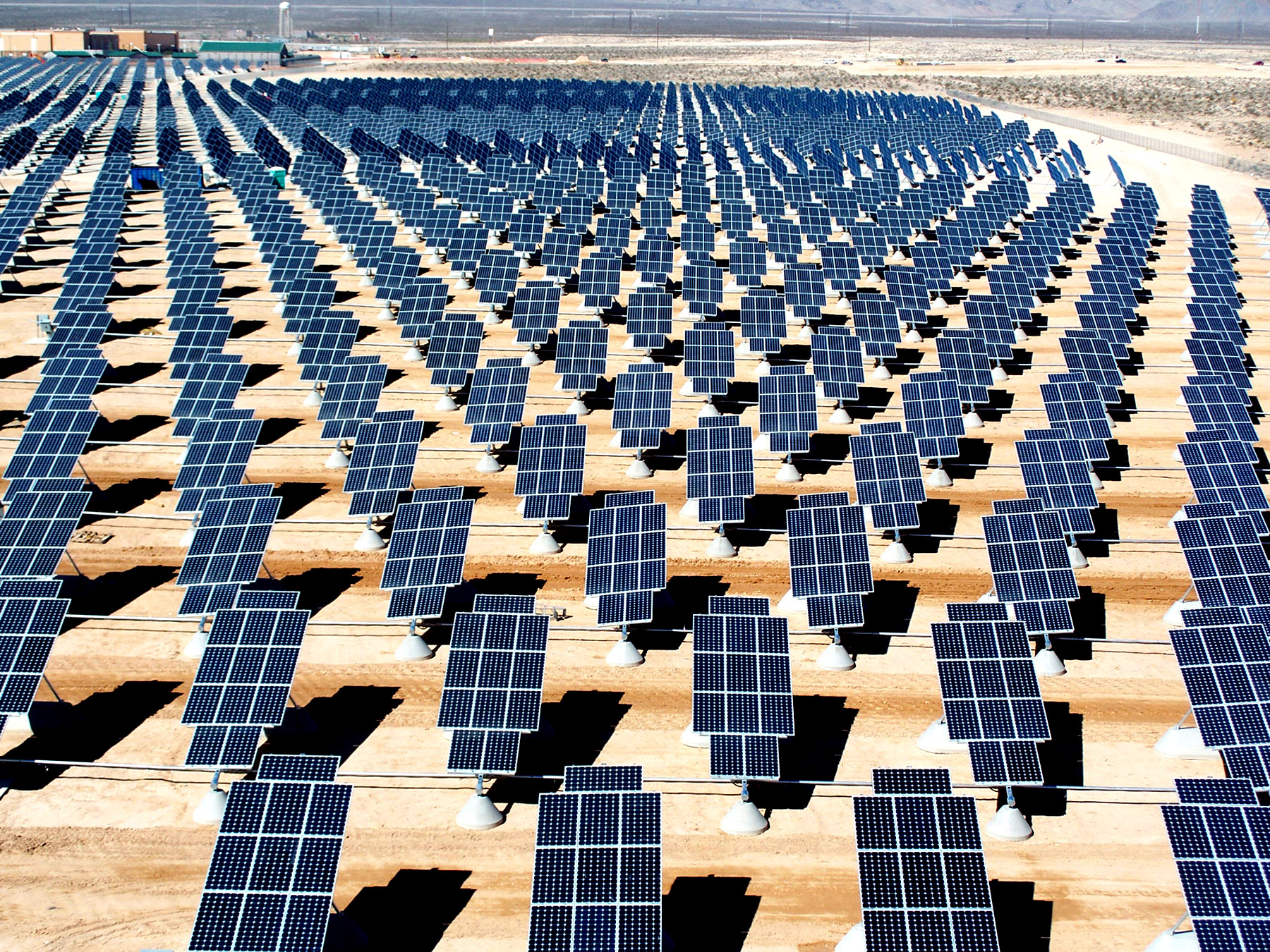
砂漠に設置された大規模太陽光発電所（米国）

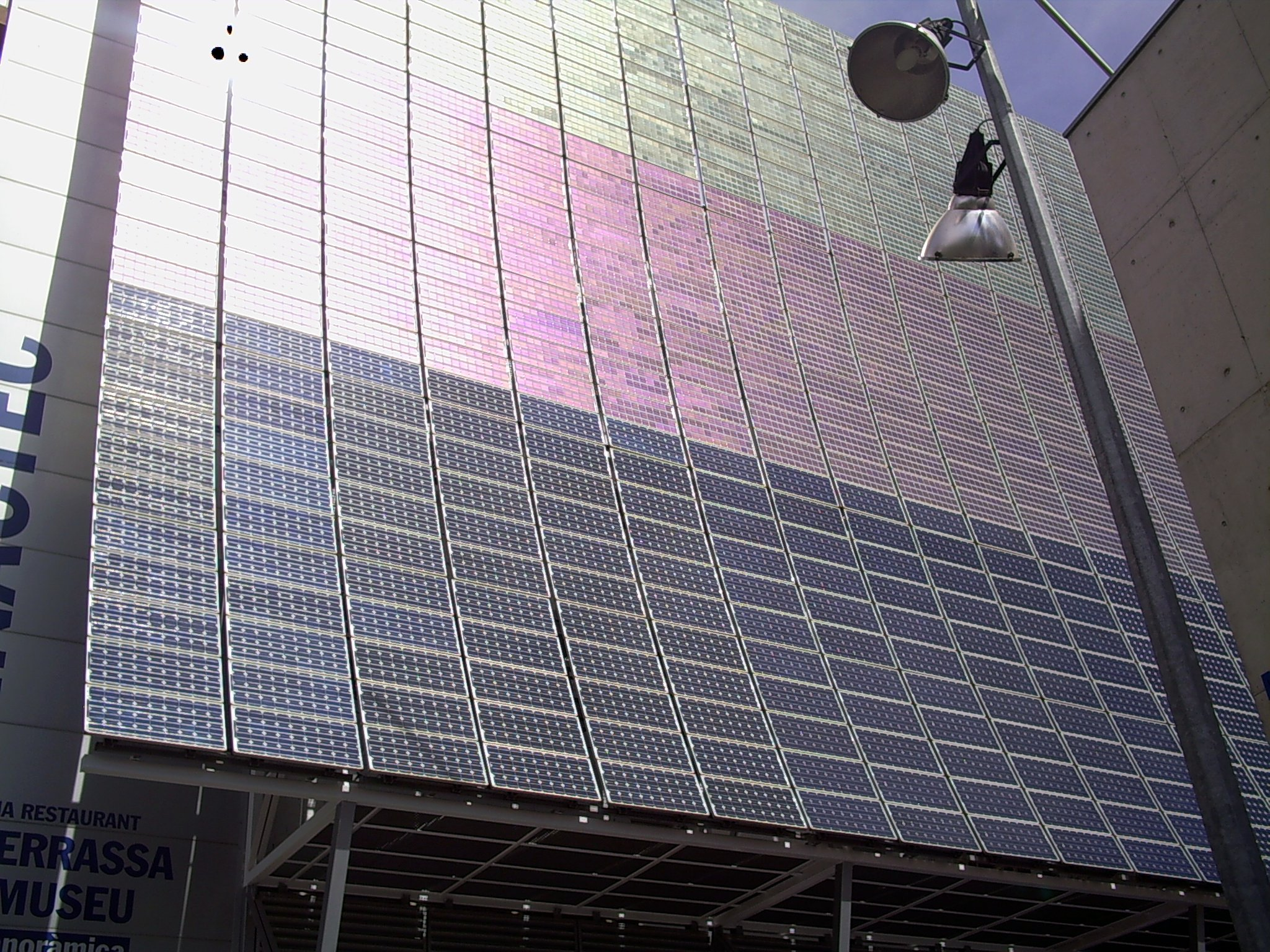
建物一体型の太陽光発電 (BIPV) システム（スペイン）

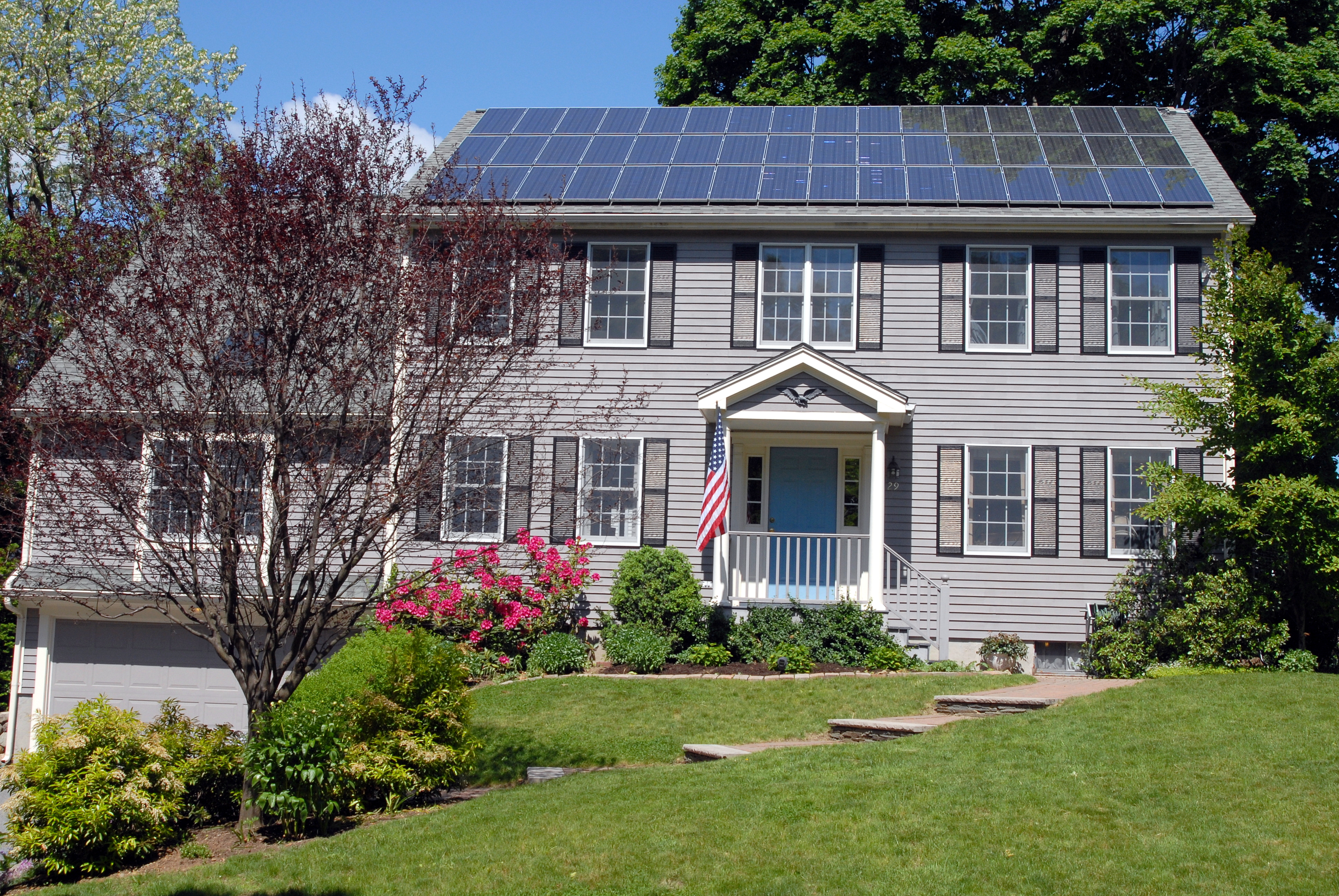
一般家庭の屋根に載せた太陽光発電システム（米国）

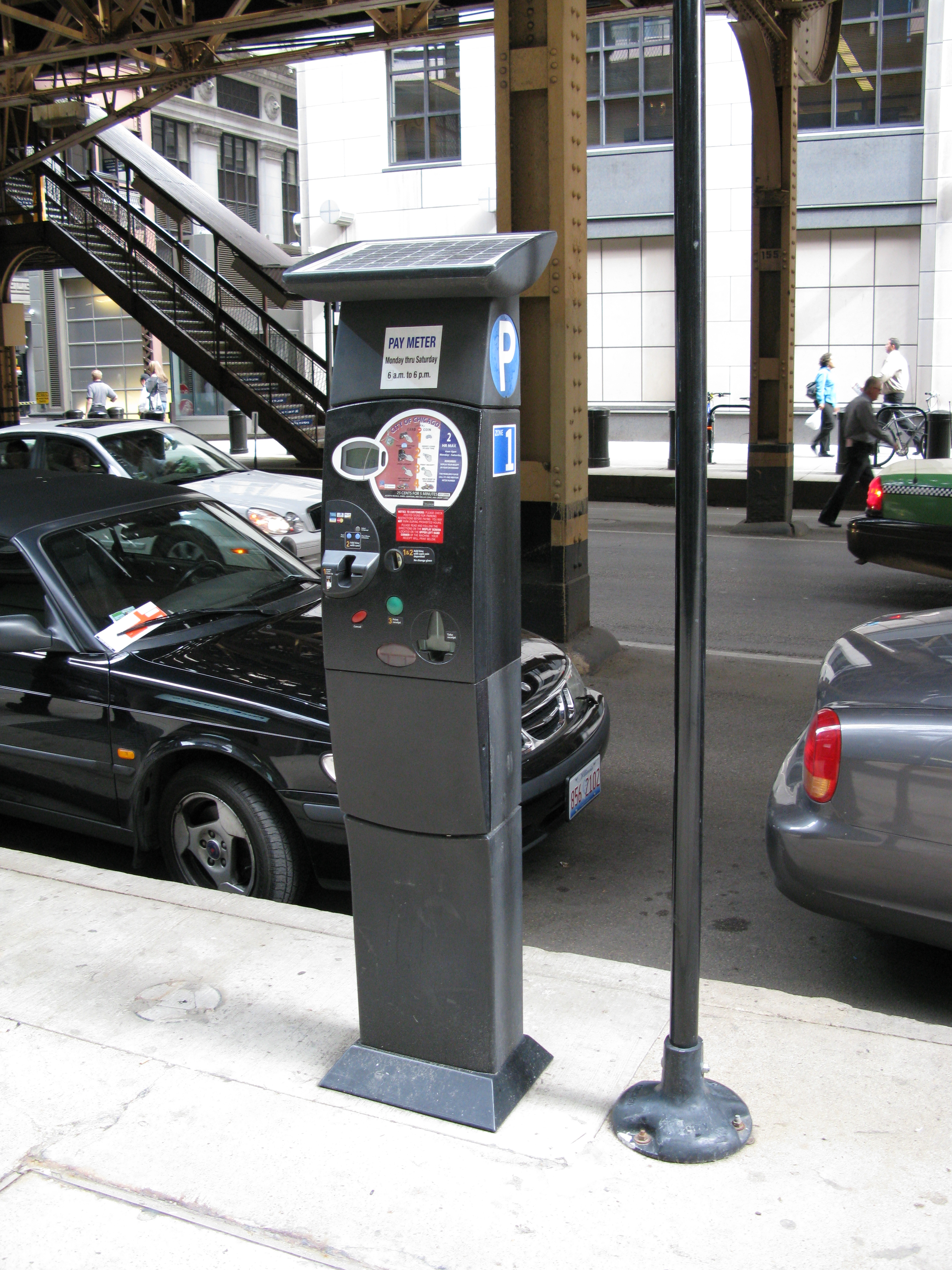
パーキングメーターでの利用例（米国）

太陽光発電モジュール（パネル）は壁、屋根、採光窓、地上など様々な場所に設置可能である。また近年は軽量で柔軟なフレキシブル型太陽電池も開発されており、取り付けの自由度が高まっている。

## 日本における資源量
太陽光発電は集中型発電所などに比べれば比較的大きな設置面積を必要とする。しかし設置する場所に対する制約が少ないことから、国土の比較的狭い日本においても、下記のように電力需要よりも遙かに多い量が設置できるだけの場所があるとされる。このため導入量は設置可能な面積ではなく、電力供給の構成上の観点から決まるとされる。日本国内で導入可能な量は、下記のように見積もられている。
| 日本における太陽光発電の設置可能量           |                          |                        |          |
| 設置場所                                     | 標準ケース               | 技術開発前倒しのケース | 潜在量   |
| 戸建て住宅                                   | 45 GWp(ギガワットピーク) | 53 GWp                 | 101 GWp  |
| 集合住宅                                     | 17 GWp                   | 22 GWp                 | 106 GWp  |
| 公共施設                                     | 10 GWp                   | 14 GWp                 | 14 GWp   |
| 大型産業施設                                 | 10 GWp                   | 53 GWp                 | 291 GWp  |
| その他（未利用地における水素製造などを含む） | 19 GWp                   | 60 GWp                 | 7473 GWp |
| 合計                                         | 102 GWp                  | 202 GWp                | 7984 GWp |

日本国内の標準的な環境においては、設備量1kWpあたりの発電量は約1000kWh/年である。100GWpの設備量の年間発電量は約100TWhとなり、日本の年間総発電量（約1064TWh）の約10%となる。太陽光発電の導入により、昼間のピーク電力需要の緩和と、火力発電に由来する温暖化ガスの排出量削減が期待されている。
2004年にNEDOの示したロードマップにおいては、2030年までに100GWpの導入を目標としている。福田ビジョンにおいては2008年時点での導入量の40倍が目標として掲げられた。2008〜2009年にかけて与野党や関係省庁からも導入ペースの前倒しが打ち出され（固定価格買い取り制度#日本の導入状況を参照）、2009年11月からの新たな買取制度に於いては2020年までに2005年の20倍(29GWp)の導入目標が掲げられている。
世界的に見ると、日本における平均年間日照量は最も日照の多い地域の半分程度である。米国の平均とほぼ同等であり、また導入量世界一のドイツよりは多い（右上図参照）。ただ太陽光パネルは日光で加熱すると発煙量が減少する。このため国内で見ると、冬期に晴天が少なく積雪の多い日本海側では日照量・発電量が少なく、冬季間晴天が続き夏でも涼しい北海道の太平洋側で多くなる。

## 懐疑論と反論
日本において、下記のような懐疑論が散見される。
- 集中型発電所に比べて設置面積が大きいことを理由に、必要量の導入可能性に否定的な意見が見られる。しかし上述のように実際には設置できる場所自体は十分にあり設置可能面積は導入量の制約要因ではないとされているが、中短期的には実現が現実的でない設置数を元にしている、一番発電量が多い昼間ピーク時の値に基づいた見積もりを行っている等の指摘がある。
- 高純度シリコン原料の供給逼迫を理由に、将来生産できる設備量が不足するかのように主張する意見が見られた。しかしこれは原料の精製能力が逼迫していたことが原因であり[9]、供給量増大によって解消に向かっているとされる[22]。